# Horace Jauréguiberry
Pour les articles homonymes, voir Jauréguiberry.
Horace Anne Alfred Jauréguiberry (Nîmes, 22 avril 1849-Grasse, 1er mai 1919), est un officier de marine français.

## Biographie
Fils de Jean Bernard Jauréguiberry, il entre à l'École navale en octobre 1864 et en sort aspirant de 1re classe en octobre 1867. Il sert alors sur le Jean-Bart puis embarque sur le Du Chayla à la division navale du Pacifique. 
Enseigne de vaisseau (octobre 1869) sur l' Euryale, il se fait remarquer lors du naufrage du navire en avril 1870 puis passe sur la Somme dans le Pacifique et sur l' Hirondelle en escadre du Nord (1871). Il commande ensuite la compagnie de débarquement du Caton à Toulon avant de servir sur la corvette cuirassé Alma en mer de Chine (1872) où il obtient un témoignage de satisfaction pour son instruction durant l'école élémentaire du bord. 
Officier d'ordonnance de l'amiral Garnault sur la Belliqueuse à la division des mers de Chine (1872-1874), il devient en 1874 instructeur à l'Ecole de timonerie à Toulon sur l' Alexandre. 
Lieutenant de vaisseau (avril 1875), professeur d'architecture navale sur les frégates(écoles d'application Renommée' puis Flore (1876-1877), il est félicité par le ministre pour la qualité de son enseignement. 
Officier d'ordonnance du ministre (1878), second de l'aviso Chasseur dans le Pacifique (1879-1880), il devient commandant de la canonnière Aspic (1881-1882) et participe à la campagne de Tunisie. Le gouvernement britannique le remercie alors pour les secours qu'il a apporté à un vapeur en perdition dans l'archipel grec (novembre 1882). 
En 1883, il est envoyé à l'état-major du ministre où il suit les questions relatives à la situation des marines étrangères. De nouveau officier d'ordonnance du ministre (1884), il est promu capitaine de frégate en janvier 1885 et commande le bâtiment central de la réserve à Lorient avant de servir comme second de la Clorinde à Terre-Neuve (1886). 
Premier aide de camp de l'amiral commandant une division de l'escadre d'évolutions sur la Dévastation (1887-1889), il commande le croiseur Hugon dans l'océan Indien en 1890. Capitaine de vaisseau (février 1891), il est attaché de juin 1891 à mai 1893 à la maison militaire du président de la République. 
Commandant du croiseur Alger en escadre de Méditerranée à la division navale d'Extrême-Orient (1893-1894) puis du croiseur Latouche-Tréville en escadre de Méditerranée (1897-1898), il sert ensuite à Toulon (1899) puis au Comité des inspecteurs généraux à Paris. 
Contre-amiral (janvier 1901), chef d'état-major de la Ire région maritime à Cherbourg puis de la Ve à Toulon (1902-1903), il commande en 1905 la division de réserve de Méditerranée sur le Brennus et se distingue lors des grandes manœuvres de 1905. 
Promu vice-amiral en 1906, il commande en chef l'escadre du Nord sur le Léon-Gambetta (1907-1908). Préfet maritime de Toulon (1910-1911), il est nommé en 1911 inspecteur général et vice-président du Conseil supérieur de la marine. Il pilote alors l'armée navale durant les grandes manœuvres annuelles.
Membre de la Commission des phares, il prend sa retraite en avril 1914.
Sa fille Lucie est l'épouse de Louis Méjan,.

## Récompenses et distinctions
- Chevalier (23 juillet 1879), Officier (29 décembre 1887), Commandeur (31 décembre 1904), Grand-Officier (31 décembre 1908) puis Grand'Croix de la Légion d'Honneur (31 décembre 1913).
- Une avenue de Toulon, un quai de Bayonne et une rue de Brest ont été nommées en son honneur.
- Un cuirassé d'escadre et un escorteur d'escadre ont été baptisés en son hommage.